# Sielsowiet dołgobudski
Sielsowiet dołgobudski (ros. Долгобудский сельсовет) – jednostka administracyjna wchodząca w skład rejonu biełowskiego w оbwodzie kurskim w Rosji.
Centrum administracyjnym sielsowietu jest sieło Dołgije Budy.

## Geografia
Powierzchnia sielsowietu wynosi 62,00 km².

## Historia
Status i granice sielsowietu zostały określone 21 października 2004 roku.

## Demografia
W 2017 roku sielsowiet zamieszkiwało 951 mieszkańców.

## Miejscowości
W skład sielsowietu wchodzą miejscowości: Dołgije Budy, Kriwickije Budy, Nowosiołowka, Czernieckij.